# Lueckingia polyspora
Lueckingia polyspora är en lavart som beskrevs av Aptroot & Umaña. Lueckingia polyspora ingår i släktet Lueckingia och familjen Ramalinaceae.   Inga underarter finns listade i Catalogue of Life.